# Neurociencia de sistemas
Neurociencias de sistemas es una subdisciplina de la neurociencia que estudia la función neural de circuito comúnmente en organismos despiertos. Esta área de investigación estudia el cómo las células nerviosas se comportan cuando están conectadas juntas para formar redes neuronales que realizan una función en común, como por ejemplo la visión o el movimiento voluntario. 
A este nivel de análisis, los neurocientíficos estudian cómo los diferentes circuitos neuronales realizan funciones tal como por ejemplo analizar la información sensorial, formar percepciones del mundo externo, tomar decisiones y ejecutar movimientos. 
Los investigadores de la neurociencia de sistemas se enfocan en el vasto espacio que existe entre las aproximaciones moleculares y celulares del cerebro y el estudio de las funciones mentales superiores, como por ejemplo el lenguaje, la memoria, y conciencia propia. Estas funciones mentales superiores están a la vez dentro de la esfera de la neurociencia cognitiva y la neurociencia conductual.

## Historia
Hasta finales de la década de 1980 el desarrollo de la psicofarmacologia, del conocimiento del funcionamiento normal y del conocimiento de las patologías neuropsiquiátricas avanzaba apoyada en dos enfoques, el clínico por un lado y el bioquímico por el otro.    Posteriormente la neurociencia de sistemas y la neurociencia molecular han extendido un puente que trata de unificar estos dos enfoques, permitiendo la integración racional del uno con el otro. Para ello se han establecido diferentes niveles de acción del funcionamiento cerebral y el de los psicofármacos que van desde lo genético-molecular hasta la neurociencia cognoscitiva y social.
En el año 2000 el primer gran hito en la neurociencia de sistemas fue marcado por el trabajo por parte de Eric Kandel, Arvid Carlsson y Paul Greengard para entender los mecanismos sobre la memoria y el aprendizaje, haciéndose acreedores del Premio Nobel de Fisiología o Medicina.